# Pilat-dűne

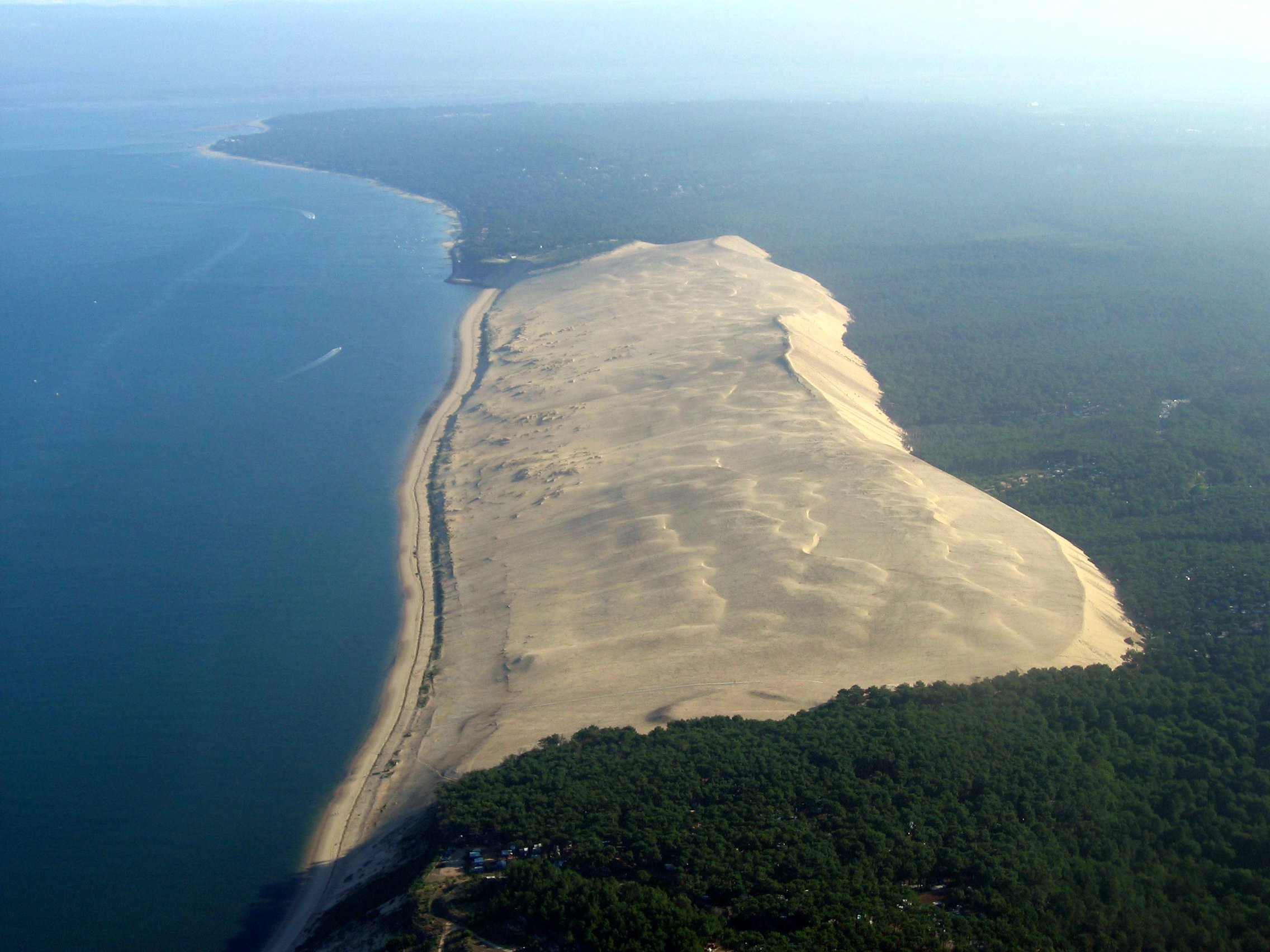
A Pilat-dűne

A Pilat-dűne Európa legnagyobb homokdűnéje, amely a francia Arhachon-öbölben fekszik. A homokdűne csaknem három kilométer hosszú, szélessége 500 méter, nagyjából 60 méter magas és mintegy 60 millió köbméter homokot tartalmaz. Lassan mozog a szárazföld belseje felé, mivel a tenger partra mossa a homokot, ezt a szél pedig egyre jobban tolja. Veszélyben van az erdő, mert a dűne megállíthatatlan.

## Kialakulás

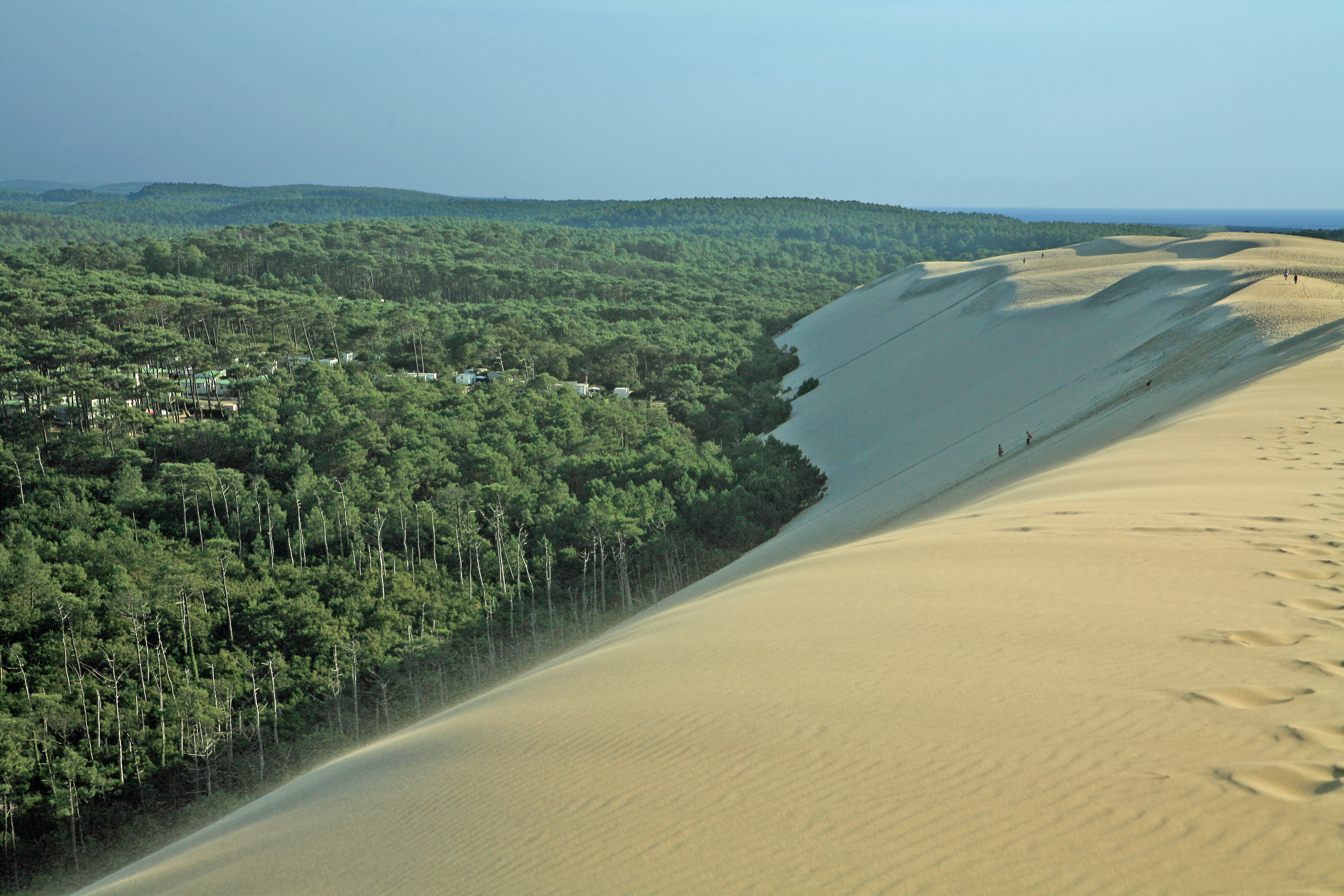
A gerinc homokos vonulata felett kilátás a mögötte látszó tengerre, háttérben a fenyőerdőkkel

A víz, a homok és a növényzet harca mintegy 15 ezer évvel ezelőtt kezdődött és Délnyugat-Franciaországban, Aquitania atlanti-óceáni partvidékén ma is dúl ez a csata. A Gironde-torkolatvidéktől a spanyol határig 250 kilométer hosszan elnyúló, tökéletesen egyenletes, sima, homokos tengerpart terül el. A tengeráramlatok évezredeken keresztül homokot raktak le a part vonala mentén. A szél ezt a homokot dűnékbe hordta, s ezáltal a tenger és a szárazföld között húzódó, figyelemre méltó tájat alakított ki, mögötte kisebb-nagyobb tavak sorával.
A tengerpart és a folyamatosan vándorló dűnék e lélegzetelállító tájának legkimagaslóbb természeti látványossága minden kétséget kizáróan a Pilat-dűne. Hossza csaknem három kilométer, szélessége pedig 500 méter. Cap Ferret előtt, az Arcahon-medence bejáratánál húzódik, a tengerpart mentén. Mintegy 110 méteres magasságával Európában ez a legnagyobb ilyen dűne, és mint kiemelkedő jelentőségű természeti emléket, védelem alá helyezték.
A dűne évről évre nagyjából négy métert halad a szárazföld irányába, lassanként beborítva a kiterjedt erdőséggel beültetett mögöttes területek fenyőfáit. A dűnék tenger felőli oldalán találunk arra utaló jeleket, hogy a most a dűne által borított felszínt egykor sűrű erdő borította. A legrégebbi rétegek 4000 év körüliek, míg a dűne tetejének kialakulását meglehetősen pontosan az 1860 körüli időre lehet becsülni. A dűne négy úgynevezett paleosztrátum-ősrétegen halad keresztül, amelyek abból az időből származnak, amikor abból erdő borította, s a terület egy mocsár része volt.

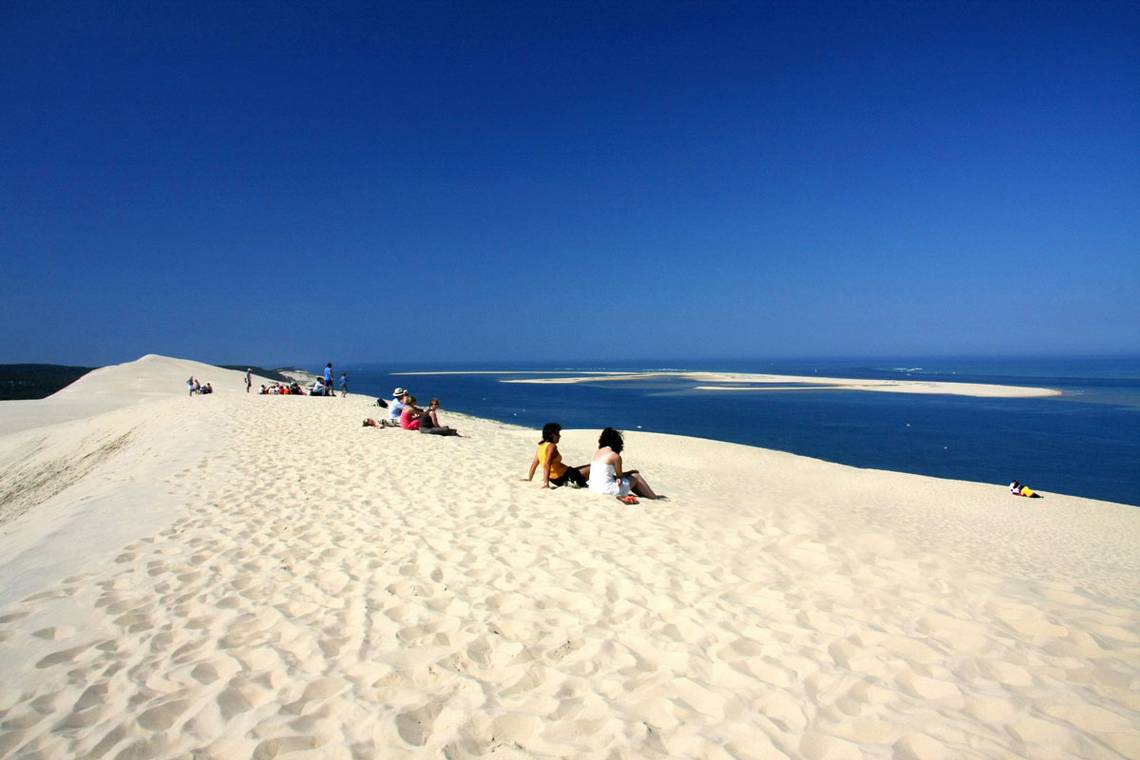
Látvány a partvonal mentén

A Pilat-dűnét az Aquitania területén végbemenő dűneképződés egyik legutolsó aktív szakasza hozta létre. 1450 és 1750 között, amikor az úgynevezett kis jégkorszakban a szelek különösen erősen fújták, két nagyobb dűnerendszer kezdte fokozatosan beborítani egymást. 
Először is, a nyílt tenger irányából érkező áramlatok homokzátonyt kezdtek építeni. Ez a zátony lassanként növekedésnek indult a part irányába, míg a 16. században összeért a parttal. Tőle délre eközben egy újabb zátony emelkedett ki a tengerből, s a 18. századra a tengerparton található régi és a tengerben lévő új zátony között létrejött a Pilat-öböl. A tengeri szél tovább ostromolta az újabb zátonyt, annak homokját a part irányába hordva, feltöltve vele az öblöt, majd még tovább sodorva, a Pilat-dűnén halmozta fel a homokot. 
Voltak olyan időszakok, amelyek során a dűne évi 20 métert vándorolt a szárazföld belseje felé. A Pilat-dűne 1855-ben csupán 35 méter magas volt. Mindössze 150 év leforgása alatt magasságát megháromszorozta. A mai időkben a szél az Arguin homokzátonyból veszi el a jussát, s halmoz fel belőle további rétegeket a Pilat-dűnén. Az apály idején kint maradó sziget hosszúsága négy kilométer, szélessége két kilométer. Természetvédelmi terület, amely elkeskenyedve az Arcachon-öbölbe vezet át. A szél és a hullámok tovább ostromolják, s így formája állandóan változik.
A dűne gerincébe több ösvény is vezet. Ezek között vannak jól karbantartott, falépcsőkkel kialakított utak, mások viszont csak küzdelmek árán bejárható, homokos ösvények. Mindenesetre megéri felkapaszkodni, mert a csúcsról csodálatos kilátás nyílik egyik irányba az Atlanti-óceán végtelen látóhatára és az Arquin homokzátony felé, valamint gyönyörű panoráma a szárazföld irányába, a Landes de Gascogne regionális park zöldellő fenyőerdeire.
A mögöttes területek egykor hatalmas, kiterjedt mocsarat képeztek, ami nyaranta kiszáradva sztyepprétszerű tájat alkotott, s így néhány legelésző birkán kívül nemigen élt meg rajta egyéb. Egy 1801-ben kiadott napóleoni utasítás értelmében azonban a területet lecsapolták, és több ezer kilométernyi területet ültettek be fával, mégpedig leginkább egy olyan fenyőfélével, amely tűri a forró, homokos körülményeket. Ezzel az intézkedéssel az volt a cél, hogy megállítsák a dűnék előrehaladását, és emellett beindítsák az akkoriban jövedelmezőnek számító gyantaipart. Ma a dűnék mögötti hatalmas erdőségben hűvös és árnyas ösvények hálózatára lelünk.

## Klíma
Januárban 7 Celsius-fok, júliusban 25 Celsius-fok körül.